# Heinrich Brugsch

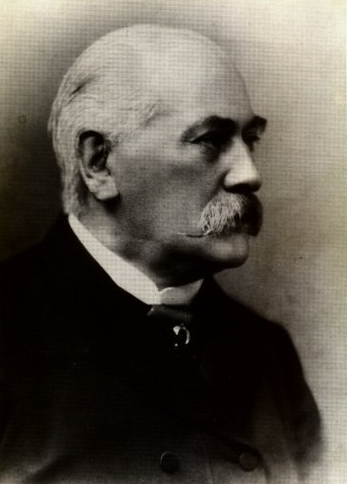
Fotografie von Heinrich Brugsch kurz vor seinem Tode

Heinrich Ferdinand Karl Brugsch (* 18. Februar 1827 in Berlin; † 9. September 1894 in Charlottenburg; auch Heinrich Brugsch-Pascha genannt) war ein deutscher Ägyptologe.

## Leben
Heinrich Brugsch wurde 1827 als Sohn einer preußischen Soldatenfamilie geboren. Seine Eltern Ernst Wilhelm und Dorothea planten für ihn zunächst eine Taufe nach evangelischem Bekenntnis, doch nach dem Willen seines schlesischen Großvaters Johann Karl Brugsch wurde Heinrich schließlich katholisch getauft.
Heinrich entwickelte schon früh Interesse für die Werke griechischer Historiker und die Schilderungen der Bibel. Er besuchte das Französische Gymnasium in Berlin, wo er einem einstigen Kriegskameraden seines Vaters, dem äußerst strengen Ordinarius Kohlheim, unterstellt war. Ende des Schuljahres 1834 bekam Brugsch ein schlechtes Zeugnis ausgestellt und wechselte daraufhin ins Köllnische Realgymnasium, wo er sich zu einem Musterschüler entwickelte. Von seinen Lehrern gezielt gefördert und zur Leistung motiviert, entwickelte er starkes Interesse für die Kultur des Alten Ägypten.
Die königliche Sammlung ägyptischer Altertümer im Schloss Monbijou suchte Brugsch häufig auf und begann sich dort die Grundlagen der altägyptischen Schrift und Sprache beizubringen. Der Direktor des Museums, Giuseppe Passalacqua, förderte die Bemühungen des jungen Enthusiasten und machte ihm seine Bibliothek zugänglich. Die hilfreiche Unterstützung veranlasste Heinrich, sich mit der Verfassung einer Grammatik des Demotischen zu beschäftigen. Karl Richard Lepsius wurde auf den jungen Gymnasiasten aufmerksam und suchte dessen Elternhaus auf, um Erkundigungen über ihn einzuholen. Vermutlich wegen seiner persönlichen Abneigung gegen Passalacqua stufte Lepsius Brugsch jedoch nur als mittelmäßigen Schüler ohne viel Potential ein. Ein Versuch Brugschs, bereits vor Ablegung des Abiturs bei Karl Richard Lepsius Vorlesungen zu besuchen, wurde von Lepsius abgelehnt. Auch später konnte das Verhältnis zu Lepsius nicht verbessert werden.
1845 trat Brugsch in die Burschenschaft Teutonia Berlin ein. Trotz unregelmäßigen Schulbesuchs bestand Brugsch 1848 nicht nur das Abitur am Köllnischen Gymnasium, sondern konnte noch im selben Jahr seine erste Schrift Scriptura Aegyptiorum demotica veröffentlichen, in der er sich als Discipulus primae classis gymnasii realis bezeichnete. Darin stilisierte er sich zum genialen Entzifferer der demotischen Schrift, allerdings konnte er auf Vorarbeiten Thomas Youngs zurückgreifen. König Friedrich Wilhelm IV. und Alexander von Humboldt wurden auf ihn aufmerksam und förderten Brugsch auf jede mögliche Weise.
Derart unterstützt, konnte er ohne Sorgen Studienreisen nach Paris, London und Turin unternehmen. Er nahm Studien der Philologie und Archäologie in Berlin auf und konnte nach dem Abschluss auf Kosten des Königs 1853 eine wissenschaftliche Reise nach Ägypten unternehmen. Hier traf er den französischen Forscher Auguste Mariette, der bei Memphis Ausgrabungen durchführte.
1851 heiratete Brugsch in Berlin Pauline Harcke; mit ihr hatte er eine Tochter und drei Söhne, nach anderen Angaben zwei Töchter und vier Söhne. Einer seiner Söhne war der Orientalist Ernst Mohammed Brugsch. Einer der Trauzeugen war Alexander von Humboldt.
Nach seiner Rückkehr 1854 habilitierte er sich an der Berliner Universität mit einer Arbeit über die Hegelsche Philosophie. Neben seiner Berufung zum Privatdozenten wurde er auch Assistent am Ägyptischen Museum, das damals von Giuseppe „Joseph“ Passalacqua geleitet wurde.
Eine zweite Reise führte ihn 1857 bis 1858 wieder nach Ägypten. Deren Ergebnisse wurden zwischen 1857 und 1860 veröffentlicht und schufen damit Grundlagen für die gesamte Forschung der vorgriechischen Geografie Ägyptens und seiner Nachbarländer.
In amtlicher Eigenschaft als königlich Preußischer Vizekonsul begleitete er eine preußische Gesandtschaft unter Leitung seines Freundes, des Ministerresidenten Freiherrn Julius von Minutoli, nach Persien (Mai 1860 bis Juni 1861). 1863 begründete Brugsch in Berlin die Zeitschrift für Ägyptische Sprache und Altertumskunde, die älteste ägyptologische Fachzeitschrift. Im Herbst 1864 wurde er zum preußischen Konsul in Kairo ernannt.
1867 gab er sein Hieroglyphisch-demotisches Wörterbuch heraus, das in Leipzig verlegt wurde. Im Vorwort zu diesem groß angelegten vierbändigen Werk (1728 Seiten) fühlte Brugsch sich gezwungen, sich gegen den Vorwurf zu verteidigen, dass sein Vorhaben verfrüht sei, da die Bedeutung vieler Wörter noch zu ungewiss sei. Die Zahl der Lemmata war auf 4650 angestiegen und alphabetisch nach ihrer Transkription geordnet. Brugsch ging davon aus, dass die Benutzer seines Wörterbuchs gelernt hätten, altägyptische Schriften zu lesen und zu transkribieren. Für diese Transkription nutzte er nicht mehr die koptischen Buchstaben wie Jean-François Champollion, sondern lateinische mit diakritischen Zeichen. Brugsch hatte hieroglyphisch-hieratisches und demotisches Material gleichermaßen berücksichtigt. Schon 13 Jahre später (1880–1882) vervollständigte er sein Wörterbuch mit drei weiteren Bänden, mit kaum weniger (1418) Seiten als die ersten vier und mit gleich vielen teils neuen, teils überarbeiteten Lemmata.
1868 kehrte Brugsch nach Deutschland zurück, wo er in zweiter Ehe Antonie Verständig heiratete (aus der Ehe gingen weitere fünf Söhne hervor, darunter der Arzt Theodor Brugsch) und an der Universität Göttingen eine Professur für Ägyptologie erhielt. Hier konnte er sich nur schwer in den Wissenschaftsbetrieb einleben, und so folgte er 1870 der Aufforderung des Vizekönigs von Ägypten, Ismail Pascha, die Leitung der in Kairo errichteten Ecole d’Égyptologie zu übernehmen. Dabei begleitete ihn sein Bruder Emil Brugsch.

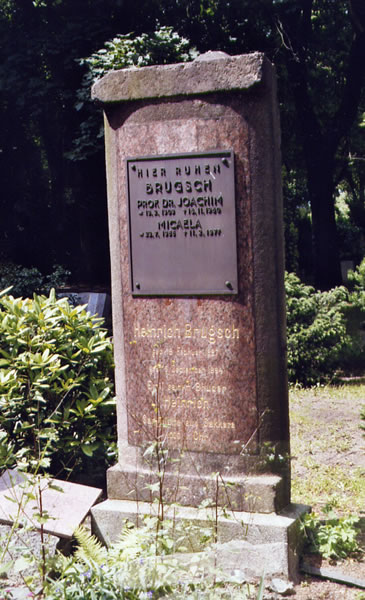
Grabstein von Heinrich Brugsch

1873 wurde er in den Rang eines Bey erhoben. Im selben Jahr vertrat er Ägypten auf der Weltausstellung in Wien. 1877 repräsentierte er dieses Land auch auf der Industrieausstellung in Philadelphia.
Nachdem der Vizekönig gestürzt worden war, kehrte Brugsch 1879 nach Berlin zurück. Er hoffte, zum Nachfolger Auguste Mariettes im Antikendienst Ägyptens ernannt zu werden, allerdings wurden bis zu Nassers Zeiten nur Franzosen eingesetzt.
1881 erhielt er von Tawfiq, Sohn und Nachfolger von Ismail Pascha als Vizekönig, den Titel Pascha. Im selben Jahr begleitete er den Kronprinzen von Österreich, Rudolf von Habsburg, nach Philae. Die Jahre 1882 und 1883 verbrachte er mit Prinz Friedrich Karl Nikolaus von Preußen auf Reisen durch Ägypten und Syrien.
Zurück in Berlin war er Privatdozent an der Universität. 1884 wurde er gebeten, als Mitglied einer deutschen Gesandtschaft nach Persien zu reisen. Dort war er als Legationsrat am Hofe des Schahs akkreditiert.
1891 und 1892 kehrte er ein letztes Mal nach Ägypten und in die Libysche Wüste zurück, um im staatlichen Auftrag ägyptische Altertümer zu erwerben.
Ab 1876 war Brugsch korrespondierendes Mitglied der Preußischen Akademie der Wissenschaften. 1887 wurde er zum korrespondierenden Mitglied der Russischen Akademie der Wissenschaften in St. Petersburg gewählt.
Mit 67 Jahren starb Heinrich Brugsch am 9. September 1894 in Charlottenburg. Er wurde auf dem evangelischen Luisenfriedhof III begraben. Als Grabstein fungierte der Deckel eines Sarkophages aus dem ägyptischen Alten Reich.

## Publikationen
Hinweis: Online-Digitalisate weist Wikisource nach.
- Buch-Digitalisate im Internet Archive
- Scriptura Aegyptiorum demotica. Amelang, Berlin 1848. (Digitalisat)
- Numerorum apud veteres Aegyptios demoticorum doctrina. Amelang, Berlin 1849. (Digitalisat)
- Die demotische Schrift der alten Aegypter und ihre Monumente. In: Zeitschrift der Deutschen Morgenländischen Gesellschaft. Band 3. 1849. S. 262–272. (Digitalisat).
- Die Inschrift von Rosetta. Gaertner, Berlin 1850. (Digitalisat)
- Entdeckung der griechischen Uebersetzung einer demotischen Urkunde. In: Zeitschrift der Deutschen Morgenländischen Gesellschaft. Band 4. 1850. S. 97–102. (Digitalisat).
- Stück eines ägyptischen Hymnus an die Sonne: Uebersetzt von Emmanuel Vicomte de Rougé. In: Zeitschrift der Deutschen Morgenländischen Gesellschaft. Band 4. 1850. S. 374–376. (Digitalisat).
- Reiseberichte aus Ägypten. Brockhaus, Leipzig 1855. (Digitalisat)
- Ueber das ägyptische Museum zu Leyden. In: Zeitschrift der Deutschen Morgenländischen Gesellschaft. Band 6. 1852. S. 249–254. (Digitalisat).
- Die fünf Epagomenen in einem hieratischen Papyrus zu Leyden. In: Zeitschrift der Deutschen Morgenländischen Gesellschaft. Band 6. 1852. S. 254–258. (Digitalisat).
- Aegyptische Studien
  - I. Ueber einen Titel des Apis-Stieres und das Jahr der Wiedergeburten und II. Ein ägyptisches Dokument über die Hyksos-Zeit. In: Zeitschrift der Deutschen Morgenländischen Gesellschaft. Band 9. 1855. S. 193–213. (Digitalisat).
  - III. Ueber die epaphrodisia und den Symbolismus der Zahl 30 in den Hieroglyphen. In: Zeitschrift der Deutschen Morgenländischen Gesellschaft. Band 9. 1855. S. 492–517. (Digitalisat).
  - IV. Zur Chronologie der Aegypter und V. Ueber die Hieroglyphe des Neumondes und ihre verschiedenen Bedeutungen und VI. Die Metternich-Stele und Nachschrift zu Brugsch' ägyptischen Studien S. 677 ff. In: Zeitschrift der Deutschen Morgenländischen Gesellschaft. Band 10. 1856. S. 649–690 und S. 799–801. (Digitalisat).
- Monuments de l’Égypte. 1857.
- Geographische Inschriften altägyptischer Denkmäler. 3 Bände. Hinrichs, Leipzig 1857–1860. (Digitalisat Band 1), (Band 3)
- Vorläufiger Bericht über meine zweite wissenschaftliche Reise nach Aegypten im Winter 1857–58. In: Zeitschrift der Deutschen Morgenländischen Gesellschaft. Band 14. 1860. S. 1–14. (Digitalisat).
- Ueber ein neu entdecktes astronomisches Denkmal aus der thebanischen Nekropolis. In: Zeitschrift der Deutschen Morgenländischen Gesellschaft. Band 14. 1860. S. 15–28. (Digitalisat).
- Recueil des monuments égyptiens. 6 Teile. 1862–1885, darunter:
  - Der Große medizinische Papyrus Berlin, Nr. 3038. In: Recueil de Monuments égyptiens. Band 2, Leipzig 1863, Tafel 85–107 und S. 101–120.
- Reise der königlich preußischen Gesandtschaft nach Persien. 2 Bände. Hinrichs, Leipzig 1862–1863. (Digitalisat Band 1), (Band 2), (Digitalisat)
- Zeitschrift für Ägyptische Sprache und Altertumskunde. 1863.
- Hieroglyphisch-demotisches Wörterbuch. 7 Bände. Hinrichs, Leipzig 1867–1882. (Digitalisat Band 1), (Band 2), (Band 3), (Band 4), (Band 5), (Band 6), (Band 7)
- Reise nach der grossen Oase El Khargeh in der libyschen Wüste: Beschreibung ihrer Denkmäler. 1878 (online).
- Dictionnaire géographique de l’ancienne Egypte. 2 Bände, 1879–1880 (online).
- Prinz Friedrich Karl im Morgenlande. Trowitsch, Frankfurt 1884 (Digitalisat).
- Im Lande der Sonne. Wanderungen in Persien. Allgmeiner Verein für Deutsche Literatur, Berlin 1886 (Digitalisat).
- Steininschrift und Bibelwort. 1891.
- Aus dem Morgenlande: Altes und Neues. 1893.
- Mein Leben und Wandern. 1894.
- Mit und bei Kronprinz Rudolf von Oesterreich. (Teil I). In: Tages-Post, 30. Jahrgang, Nr. 63/1894, 18. März 1894, S. 1–2 (online bei ANNO).,
Mit und bei Kronprinz Rudolf von Oesterreich. (Teil II). In: Tages-Post, 30. Jahrgang, Nr. 64/1894, 20. März 1894, S. 1–2 (online bei ANNO).
- Bei Bismarck in St. Petersburg und in Berlin. In: Tages-Post, 30. Jahrgang, Nr. 67/1894, 23. März 1894, S. 1–2 (online bei ANNO).